# Modalitate (lingvistică)
În semantică, modalitatea este o categorie care exprimă atitudinea vorbitorului față de cele exprimate în propoziție. Noțiunea de „atitudine” include o gamă foarte largă de elemente pe care le poate comunica vorbitorul.
În gramatica generativă, modalitatea este unul din constituenții imediați ai propoziției. Constituentul de modalitate face ca propoziția să fie obligatoriu declarativă, interogativă, exclamativă sau imperativă, și facultativ emfatică, negativă, afirmativă, pasivă sau activă. Propoziția poate avea numai unul din caracterele obligatorii, iar acesta se poate combina cu unul sau mai multe caractere facultative. Astfel, propoziția poate fi declarativ-negativă (fr  Pierre n’a pas été blessé par cette remarque „Pierre n-a fost ofensat de această observație”), interogativ-negativă (fr  Pierre n’est-il pas venu ? „Pierre n-a venit?”) etc. Fiecare constituent de modalitate declanșează o transformare specifică, adică o schimbare structurală a propoziției.

## Tipologia modalităților
Aspectul de mai sus al modalității se reflectă și în tipologia propozițiilor considerate în sine din gramatica tradițională. Bunăoară, Mioara Avram împarte propozițiile în felul următor:
- după scopul comunicării:
  - enunțiative, care dau o informație: El locuiește în București;
  - interogative, care cer o informație: Vii mâine?;
- după afectivitate:
  - neafective sau neexclamative: El știe tot;
  - afective sau exclamative: El știe tot!;
- după aspectul pozitiv sau negativ:
  - pozitive (cele patru exemple precedente);
  - negative (cu predicatul negat): propoziția independentă El nu vine, propoziția subordonată fără să priceapă;
- după conținut:
  - reale, numite și asertive, expozitive sau narative, care prezintă acțiunea sau starea ca reală: Sunt bucuros, Vii?;
  - optative, care exprimă o dorință: Aș mânca o înghețată, Ai mânca o înghețată?;
  - potențiale, care exprimă posibilitatea sau imposibilitatea unei acțiuni sau stări în prezent sau în viitor, ireale în trecut: N-aș crede așa ceva, Mai bine plecam atunci, Ce să fac?
  - dubitative, care exprimă o îndoială, o nehotărâre, o nesiguranță, o ezitare sau o bănuială: Va fi știind ceva, Cine să fie?;
  - imperative, care exprimă un ordin, un îndemn, un sfat, o rugăminte, o recomandare: Du-te imediat acolo!, Să pleci de aici!, Ai să te duci imediat!, A se scutura înainte de întrebuințare, De evitat apropierea de o sursă de căldură.

Modalitățile exprimate de tipurile de propoziții după conținut de mai sus corespund în oarecare măsură așa-numitelor „modalități logice”, care au fost clasificate în diverse feluri. Una din acestea este clasificarea în perechile antinomice real vs. ireal, contingent vs. necesar și probabil vs. posibil.
Altă tipologizare se bazează pe ceea ce este posibil sau necesar în sens larg într-o situație, fie aceasta reală sau imaginară. Stabilirea posibilității, respectiv a necesității se poate face numai pe o anumită bază. În funcție de felul acesteia se pot determina două tipuri principale de modalități. Baza fiind un sistem de reguli, se vorbește despre modalitate deontică. De exemplu, în codul rutier se poate găsi exprimarea posibilității în sensul mai exact de a fi permis, într-o propoziție ca hu  Lakott területen szabad a belső sávban is haladni „În localități este permisă circulația și pe banda internă”, iar exprimarea necesității în sensul mai exact de obligativitate, în hu  A hátsó ülésen is be kell csatolni a biztonsági övet „Centura de siguranță trebuie folosită și pe bancheta din spate”. Altă bază pot fi faptele cunoscute de vorbitor, în care caz este vorba de modalitate epistemică. Prin aceasta, posibilitatea poate fi exprimată de pildă în propoziția hu  Lehetséges, hogy holnap már megérkezik a csomagod „E posibil să-ți sosească coletul și mâine”, iar necesitatea în hu  Rómában ilyenkor legalább 30 foknak kell lennie „Pe vremea asta, la Roma trebuie să fie cel puțin 30 de grade”. În afară de modalitățile de tip deontic și de tip epistemic, se mai pot exprima foarte multe alte modalități.
Altă tipologizare cuprinde trei clase principale:
- Prin modalitatea epistemică, care este subiectivă, vorbitorul își exprimă gradul de certitudine despre aserțiunea pe care o face. Cuprinde exprimarea faptului de a ști, a îndoielii, a faptului de a nu ști, a probabilității etc.
- Modalitatea apreciativă este intersubiectivă. Exprimă aprobarea, blamarea sau indignarea vorbitorului față de conținutul propoziției și marchează raportul pe care îl are vorbitorul cu un alt participant la comunicare în legătură cu acel conținut, dându-i un ordin, un sfat, o sugestie, cerându-i ceva, permițându-i să facă ceva etc.
- Există și o modalitate implicativă, care este obiectivă. Aceasta cuprinde exprimarea condiției, concesiei, comparației, scopului, consecinței, cauzei sau mijlocului.

În cazul fiecărei clase și subclase intervine noțiunea de efect intra-, respectiv extrapredicativ al modalității. De exemplu, în privința propoziției fr  Il peut venir „(El) poate veni”, efectul intrapredicativ corespunde intrepretării „are capacitatea (fizică, materială etc.) de a veni”, iar cel extrapredicativ – interpretării „poate că va veni”.

## Mijloace de exprimare a modalității
Modalitatea se exprimă prin mijloace gramaticale (morfologice și sintactice), lexicale și prozodice, cu unul singur dintre acestea sau concomitent cu mai multe.

### Modurile verbale
Unul din mijloacele gramaticale este morfologic, anume modul verbului. Unele modalități se exprimă printr-un anumit mod, deși acesta nu este folosit exclusiv pentru a exprima modalitatea respectivă. De pildă, în limba română, pentru propozițiile reale este tipic indicativul, pentru cele optative – condițional-optativul, pentru dubitative – prezumtivul, pentru imperative – imperativul, pentru potențiale – conjunctivul. Însă, de pildă, predicatul propoziției dubitative poate fi și la conjunctiv, sau ordinul se poate exprima și prin indicativ viitor sau conjunctiv, iar recomandarea prin infinitiv sau supin (vezi exemplele de mai sus).

### Perifraza
Un mijloc sintactic este perifraza care exprimă modalitatea, de exemplu caracterul obligatoriu al acțiunii în limba engleză, cu verbul have „a avea” + verb la infinitiv: I have to work „Trebuie să lucrez”.

### Verbele modale
Unele verbe exprimă modalitatea prin însuși sensul lor lexical, fiind folosite ca verbe regente ale unor subordonate care exprimă acțiunea sau starea concretă a cărei modalitate se exprimă. Exemple: fr  Je crois que… „Cred că…”, Je crains que… „Mă tem că…”, Je me réjouis de ce que… „Mă bucur că…”.
Un mijloc situat între lexical și gramatical este așa-numitul verb modal, numit și auxiliar sau semiauxiliar de modalitate, care exprimă aceasta prin conținutul său lexical originar sau dobândit în context. Gradul de gramaticalizare a verbelor de acest gen este diferit, de aceea există păreri diferite în diverse gramatici a diferite limbi în a-l considera pe unul sau pe altul verb modal sau nu. De exemplu, verbul en  have „a avea” este considerat doar similar verbelor modale, fiind folosit și de sine stătător. În gramaticile limbii engleze sunt considerate verbe modale propriu-zise cele care au desinența zero la toate persoanele și se folosesc fără particula to la verbele cu care se asociază.
Exemple:
- ro  am a scrie / de scris[10];
- en  We may have problems „S-ar putea să avem probleme”[9];
- fr  Nous avons failli réussir „Era să reușim”[11];
- sr  Ja ovde mogu studirati/da studiram „Aici pot studia/să studiez”[12];
- hu  Nem tudok úszni „Nu știu să înot”[13].

### Modalizatorii
Un mijloc lexical de exprimare a modalității sunt modalizatorii. Este vorba de o întreagă clasă de cuvinte și locuțiuni dintr-o categorie considerată în gramatica tradițională ca făcând parte din adverbe, însă care nu au funcție sintactică, adică nu exprimă complemente, având numai funcție modalizatoare. În unele gramatici, acestea sunt considerate o parte de vorbire aparte. Aceste elemente pot fi la origine adverbe propriu-zise, deci devin modalizatori în anumite contexte, prin conversiune. Exemple:
- ro  Poate Dan a greșit ieri[15];
- la  Paene in foveam decidi, ni hic adesses „Aproape aș fi căzut în groapă dacă n-ai fi fost acolo”[16];
- en  He’s probably been sick for a long time „Probabil a fost bolnav multă vreme”[17];
- fr  Heureusement, il n’a pas plu à la cérémonie „Din fericire n-a plouat la ceremonie”[18];
- de  Ich kann leider nicht kommen „Din păcate nu pot să vin”[19];
- sr  Ukratko, cilj je postignut „Pe scurt, scopul a fost atins”[20];
- hu  Géza biztosan betalált a belső körbe „Cu siguranță Géza a nimerit (ținta) în cercul interior”[21].

### Particulele modale
Altă categorie de cuvinte care exprimă modalități este cea a așa-numitelor particule modale. În unele gramatici, ele apar ca o subclasă a particulei și includ modalizatorul așa cum este prezentat mai sus, particula fiind considerată o parte de vorbire aparte. Alți autori exclud modalizatorul din clasa particulei cu argumentul că modalizatorul poate constitui singur o propoziție neanalizabilă și să răspundă astfel la o întrebare totală, pe când particula nu are aceste posibilități, și delimitează în cadrul acesteia subclasa particulei modale. Particulele modale provin prin conversie din adverbe, conjuncții sau verbe. Există și particule modale cărora nu li se cunoaște corespondent în altă clasă. Astfel este, în diasistemul slav de centru-sud, particula interogativă li, moștenită din limba proto-slavă.
Se folosesc cuvinte considerate particule pentru modalitățile de bază, de exemplu:
- interogative: sr  Dolaziš li sutra? „Vii mâine?”[25], hu  Akkor holnap találkozunk, ugye? „Atunci ne întâlnim mâine, nu-i așa?”[26];
- negative: de  Ich habe ihn nicht gesehen „Nu l-am văzut”[27];
- exclamative: sr  Ala smo se lepo proveli! „Ce frumos am petrecut!”[28];
- imperative: cnr  Oni neka dođu! „Ei să vină!”[29].

Exemple pentru alte nuanțe modale:
- fr  Taisez-vous donc à la fin ! „Tăceți odată, ce naiba!”[30];
- de  Die werden aber staunen! „Ce-o să se mai mire ăia!”[31];
- hu  Lám, hát mégis eljött „Uite că a venit totuși”[32].

Uneori, într-o propoziție sunt folosite două sau chiar trei particule modale: hu  Most már aztán gyere el! „Ei acuma vino!”.

### Propoziții incidente
Printre propozițiile incidente sunt și unele care exprimă modalități. Exemple:
- ro  Am venit, dacă vrei să mă crezi, din întâmplare[34];
- fr  Soit dit entre nous, il n’est guère consciencieux dans son travail „Fie vorba între noi, nu e prea conștiincios în muncă”[35];
- en  As you know, things are difficult just now „După cum știi/știți, situația este dificilă acum”[36];
- hu  Bözsi, úgy vélem, meggyógyult „Bözsi, cred eu, s-a vindecat”[37];
- sr  Stadion — to je sada jasno — neće biti završen na vreme „Stadionul – acum e clar – nu va fi gata la timp”[38].

### Intonația
Intonația asociată cu accentuarea este și ea un mijloc de exprimare a modalității, de obicei combinat cu altele. Are ca funcție de bază distingerea propozițiilor enunțiativă, interogativă și imperativă, uneori fiind singurul mijloc de exprimare a modalităților respective. De exemplu, propoziția fr  Tu viendras avec moi „Ai să vii cu mine” poate fi pronunțată cu trei intonații diferite, redate în scris cu semne de punctuație diferite: punct, semnul întrebării, respectiv semnul exclamării.
Intonația servește și la exprimarea unor nuanțe modale de ordin pragmatic, precum tot felul de sentimente (furie, indignare, bucurie, surpriză, decepție etc.) și intenții comunicative (cerere, amenințare, îndemn etc.). De exemplu, o propoziție imperativă ca fr  Viens avec moi „Vino cu mine” poate fi nuanțată prin intonație ca să exprime un ordin neutru, o recomandare, o cerere sau o amenințare. De asemenea, o propoziție interogativă precum fr  Tu n’as pas acheté de chocolat ? „N-ai cumpărat ciocolată?” poate exprima, în funcție de intonație, o întrebare neutră, mirare sau decepție.